# Saskia Jungnikl

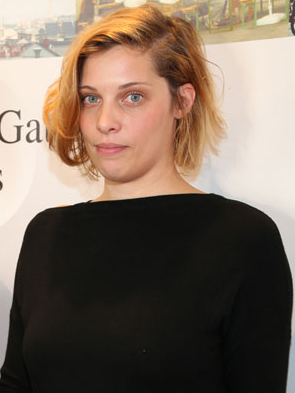
Saskia Jungnikl beim Prof. Claus Gatterer-Preis (2013)

Saskia Jungnikl (* 1981 in Güssing, Burgenland) ist eine österreichische Autorin, Kolumnistin und Journalistin.

## Leben
Saskia Jungnikl ist in Reinersdorf im Südburgenland aufgewachsen. Nach der Matura studierte sie in Wien Geschichte und Publizistik. Kurz vor Abschluss des Studiums wechselte sie an die FH Wien, wo sie das Journalismus-Studium am Institut für Journalismus & Medienmanagement im Jahr 2008 abschloss.
Schon während des Studiums arbeitete sie als freie Journalistin. Bis 2006 schrieb sie für die Wiener Stadtzeitung Falter. Von 2006 bis 2009 veröffentlichte sie für das Monatsmagazin Datum Artikel über österreichische Innenpolitik. 2008 wechselte sie zu derStandard.at, 2010 als Redakteurin für Innenpolitik zur Print-Schwester Der Standard. Immer wieder erscheinen Texte von ihr auf den Österreich-Seiten der Wochenzeitung Die Zeit.
Im November 2014 erschien ihr autobiographisches Buch Papa hat sich erschossen, in dem sie über den Suizid ihres Vaters, des Musikers und Regisseurs Erhard Jungnikl, schreibt. Einzelne Kapitel widmete sie der medizinischen und medialen Seite des Themas Suizid. Das Buch geht jedoch über die persönliche Aufarbeitung hinaus. Es reflektiere, so Der Freitag, „das stille Leiden [...] einer Generation von Männern, die in der Nachkriegszeit aufwuchsen und von denen bestimmte Normen, Familienbilder und Berufe erwartet wurden...“. Dem Buch ging ein Artikel im Standard voraus, der große Resonanz auslöste. Sie erhielt für den Artikel die ehrende Anerkennung des Claus-Gatterer-Preises für ihre „hohe Risikofreude und die große Wahrhaftigkeit, mit der sie an das Tabuthema 'Selbstmord' herangegangen ist“, und des Prälat-Leopold-Ungar-JournalistInnenpreises. Die deutsche Illustrierte Stern, die österreichische Tageszeitung Die Presse und die Wiener Stadtzeitung Falter führten Interviews mit Jungnikl über das Buch. Die Rundfunksender FM4 und hr1 – anlässlich der ARD-Themenwoche Toleranz – führten ebenfalls Interviews mit ihr zu diesem Thema. Am 21. November 2014 war sie im Rahmen der ARD-Themenwoche Toleranz zu Gast in der WDR-Talkshow Kölner Treff. Das Buch wurde im Rahmen der Kulturwoche beim österreichischen Fernsehsender ORF2 vorgestellt. Auf der Grundlage des Buches entstand 2015 eine filmische Dokumentation von Dagmar Knöpfel für 3sat.
Ende 2014 verließ sie die Standard-Gruppe. Jungnikl lebt in Wien und in Hamburg. Für das Magazin Datum führt sie die Gesprächskolumne Auf Leben und Tod, interviewt wurden etwa Josef Hader, Renée Schroeder, Anna Weidenholzer, Heide Schmidt und Armin Wolf.
In ihrem zweiten Buch Eine Reise ins Leben oder wie ich lernte, die Angst vor dem Tod zu überwinden beschäftigt sich Jungnikl wieder mit dem Tod. Sie beschreibt das Buch in einem Interview mit Die Presse als „eine Art Konfrontationstherapie“, das sich für sie dann zu einer „Reise ins Leben“ entwickelt habe.
2023 verfasste sie mit Peter Simonischek dessen Biografie Kommen Sie näher.

## Auszeichnungen
- 2013: Ehrende Anerkennung beim Prof. Claus Gatterer-Preis[17]
- 2014: Anerkennungspreis beim Prälat-Leopold-Ungar-JournalistInnenpreis[18]

## Publikationen
- Papa hat sich erschossen. Fischer Taschenbuch, Frankfurt am Main 2014, ISBN 978-3-596-03072-9.
- Eine Reise ins Leben oder wie ich lernte, die Angst vor dem Tod zu überwinden. S. Fischer, Frankfurt am Main 2017, ISBN 978-3-596-03645-5.
- Kommen Sie näher (mit Peter Simonischek). Molden Verlag, Wien 2023, ISBN 978-3-222-15120-0.

Buchbeiträge:
- Mein Burgenland. In: Vera Sebauer (Hrsg.): Reisebuch Burgenland: Plätze, Blicke, Poesie. Edition Marlit, März 2014, ISBN 978-3-902931-05-4.
- Mein Burgenland. In: Michael Gerbavsits (Hrsg.), Georg Pehm (Hrsg.), Walter Schneeberger (Hrsg.): Mein Burgenland: Ansichten. Einsichten. Aussichten. Leykam, Graz 2014, ISBN 978-3-7011-7952-7.
- Porträt über einen 93-Jährigen. In: Günther Brandstetter (Hrsg.), Marietta Mühlfellner (Hrsg.): hochbetagt: 15 Porträts. Verlag Anton Pustet, Salzburg 2017, ISBN 978-3-7025-0879-1.
- Espresso. In: Alain Barbero, Barbara Rieger: Melange der Poesie: Wiener Kaffeehausmomente in Schwarzweiß. Kremayr & Scheriau, Wien 2017, ISBN 978-3-218-01082-5.
- Ahmed flieht. In: Siegmund Kleinl (Hrsg.), Peter Wagner (Hrsg.): 71 oder der Fluch der Primzahl. Edition Marlit, März 2017, ISBN 978-3-902931-08-5.